# Houston Pipeline System
Houston Pipeline System (HPL) — газопровідна мережа, яка охоплює райони на сході та південному сході штату Техас.
Розвиток системи HPL розпочався у 1926 році із південно-східної частини, яка сполучила газові родовища на кордоні з Мексикою (тепер цей район перш за все відомий своєю сланцевою формацією Eagle Ford) та Х'юстон, який до того використовував паливо штучного походження (світильний газ). В ході подальшого розвитку ця частина системи набула вираженого мережевого характеру. Вона складається з кількох гілок, більш-менш паралельних до узбережжя Мексиканської затоки, сполучених численними перемичками. Починаючи з 1984 року до неї долучився трубопровід із району Paris на північному сході Техасу (округ Ламар), що веде на південь до Nederland на околиці Бомонта. Останній конвертували із колишнього нафтопроводу діаметром 750 мм, який починався у Кушингу в Оклахомі. Можливо відзначити, що наразі діаметр 750 мм є найбільшим у системі, а вперше його використали у 1960 році при прокладання газопроводу до нафтопереробного заводу Shell поблизу Х'юстону.
Станом на середину 2010-х загальна довжина HPL становила біля 3900 миль, а пропускна здатність — понад 54 млрд м3 на рік. Система зокрема сполучає газові хаби Agua Dulce (південь Техасу) та Katy (район Х'юстону), підземне сховище газу Bammel із активною ємністю 1,75 млрд м3 та максимальною добовою видачею 36 млн м3 та численні газопереробні заводи..
Можливо відзначити, що Houston Pipeline System не єдина, яка обслуговує техаське узбережжя. Так, тут розвинені газотранспортні мережі Kinder Morgan Tejas Pipeline, Kinder Morgan Texas Pipeline, Southcross та Texas Intrastate System.